# Felicja Maria Przedborska
Felicja Maria Przedborska (ur. 30 października 1888 w Łodzi, zm.? w Warszawie) – polska nauczycielka, poetka, dziennikarka, inspektorka pracy, działaczka oświatowa i społeczna. Łodzianka żydowskiego pochodzenia. Dostępne publikacje występują pod jej drugim imieniem – Maria.

## Życiorys
Córka Ludwika Przedborskiego, łódzkiego lekarza laryngologa, społecznika, działacza oświatowego, filantropa i Pauliny (Perły) z Konów.
Ukończyła studia na Wydziale Filozoficznym Uniwersytetu Jagiellońskiego. Posiadała doktorat z filozofii. Na początku lat 20. XX w. pracowała w gimnazjum żeńskim Fanny Poznerowej w Warszawie przy ul. Twardej 27, gdzie uczyła propedeutyki filozofii. Potem przeniosła się do Łodzi. W latach 30. (dokładne daty niepotwierdzone) była inspektorką pracy, członkinią komisji rewizyjnej Stowarzyszenia „Urlopy Pracownicze” w Łodzi. Wchodziła w skład zarządu Towarzystwa Krzewienia Oświaty. Mieszkała przy ul. Polskiej Organizacji Wojskowej 4.

## Twórczość
Swoje doświadczenia z I wojny światowej spisała w Pamiętniku siostry Czerwonego Krzyża drukowanym w 1919 w „Robotniku” oraz w wydanym w 1922 nakładem „Księgarni Polskiej” tomiku poezji z lat wojny zatytułowanym Czerwony Krzyż.
W latach międzywojennych pisała artykuły o tematyce społecznej, m.in.:
- Samowola majstrów wobec robotnic[5]
- Robotnica łódzka w świetle faktów i wspomnień[6]
- Kobieta w łódzkim przemyśle[7].

Pod pseudonimem „Maria” publikowała wiersze i recenzje w czasopismach „Sfinks” i „Widnokrąg”. Używała też pseudonimu „M-a P-a”.
Współpracowała z „Głosem Porannym”, publikując recenzje teatralne z teatrów warszawskich (1924) i poezję. W latach 1932–1936 ogłosiła na jego łamach cykl wierszy Wśród kominów Łodzi. W 1982 w antologii poezji o Łodzi Kwiaty łódzkie zamieszczone zostały 4 wiersze jej autorstwa: Doły (s. 126-127), Dzień powszedni i święto (s. 125-126), [Nie ma jej na Piotrkowskiej] (s. 124-125), Pokolenia (s. 127-128).
Istnieją przypuszczenia, że wyemigrowała z Polski w 1937. Jednak są również poszlaki, że w czasie II wojny światowej trafiła do getta warszawskiego i tam zginęła. Wzmianka o niej pojawia się w Pamiętnikach z getta warszawskiego. Październik 1940 - styczeń 1943 Henryka Makowera. Na tę drugą wersję wskazują też niepublikowane wspomnienia Eugeniusza Ajnenkiela dostępne w Archiwum Państwowym w Łodzi. Data śmierci nie jest znana. Nie wiadomo także, gdzie spoczywa.